# Fontaine-lavoir de Fallon
La fontaine-lavoir de Fallon est une fontaine située à Fallon, en France.

## Description
Le monument est constitué d'un puisoir (petit édicule de source) au toit à l'impériale et de deux bassins rectangulaires alignés, l'abreuvoir et le lavoir, d'une vingtaine de mètres de long au total. Au XIXe siècle, le lavoir fut couvert  d'une halle pour le confort des lavandières.

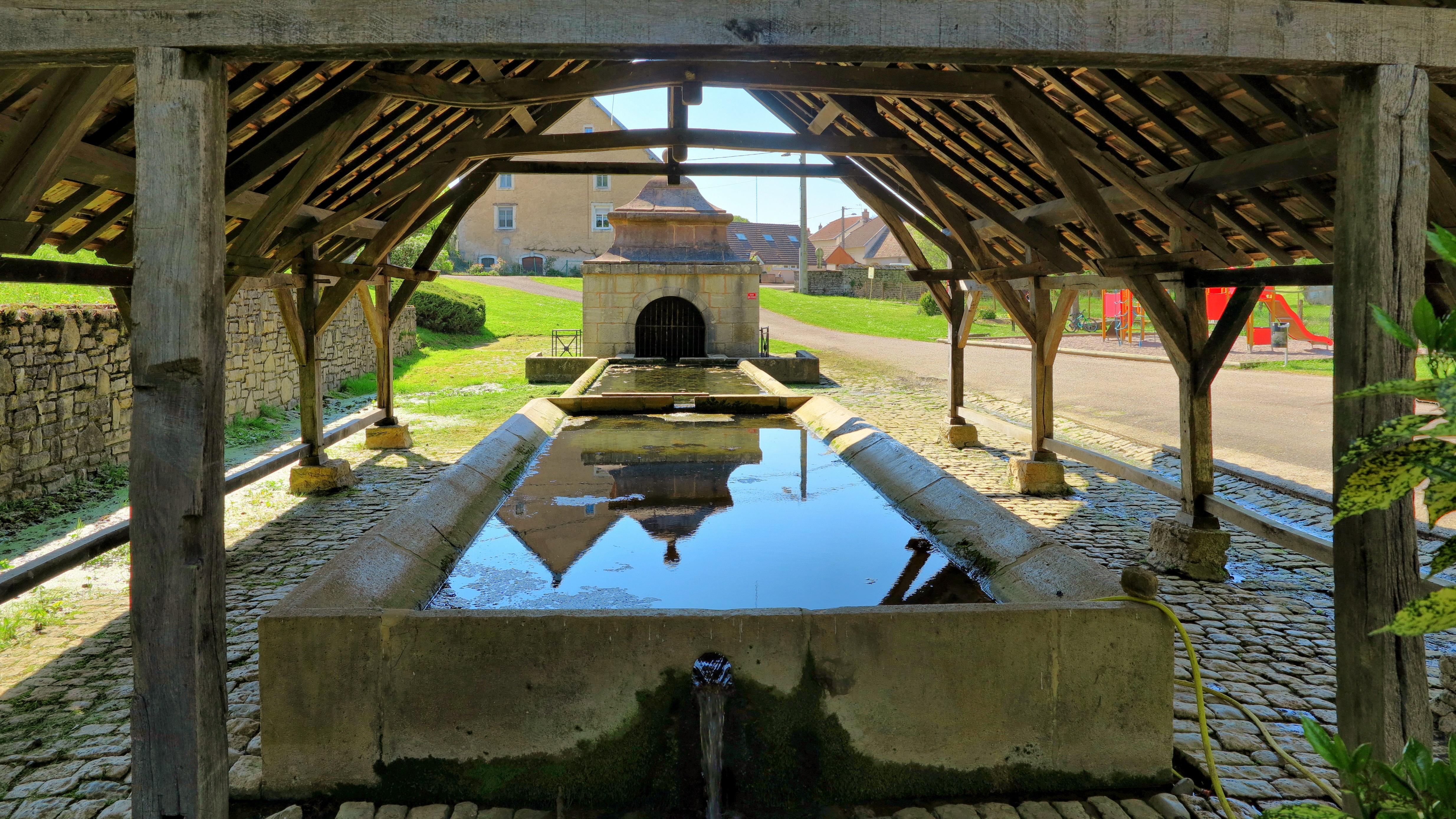
Les bassins et le puisoir.

## Localisation
La fontaine est située sur la commune de Fallon, dans le département français de la Haute-Saône.

## Historique
Construite entre 1763 et 1764, elle a été édifiée d'après les plans de l'architecte bisontin Jean-Charles Colombot. L'édifice est classé au titre des monuments historiques en 1988.